# Grimmia jan-mayensis
Grimmia jan-mayensis là một loài Rêu trong họ Grimmiaceae. Loài này được Dusén mô tả khoa học đầu tiên năm 1900.